# Magasinklokrypare
Magasinklokrypare (Withius piger) är en spindeldjursart som först beskrevs av Simon 1878. Enligt Catalogue of Life ingår magasinklokrypare i släktet Withius och familjen Withiidae, men enligt Dyntaxa är tillhörigheten istället släktet Withius och familjen Withiidaae. Arten har ej påträffats i Sverige. Inga underarter finns listade i Catalogue of Life.